# Замок Глеміс
Замок Глеміс (англ. Glamis Castle) — замок в Шотландії.
У замку пройшло дитинство матері королеви Єлизавети II, Єлизавети Боуз-Лайон; також тут народилася молодша сестра королеви — принцеса Маргарет. Нині замок належить онучатому племінникові королеви графові Стратмор і частково відкритий для відвідування громадськості. У одному крилі замку розташований музей, інше крило служить житлом для хазяїв замку. З Глемісом пов'язана безліч жахливих історій або легенд.

## Історія
Замок був побудований в 1376 році. У XV столітті будівлю була значно перебудовано, додано вежі, але найбільші зміни сталися в XVII—XVIII століттях, коли замок перестали використати як оборонну споруду.

## Ресурси Інтернету
- Вікісховище має мультимедійні дані за темою: Замок Глеміс
- Glamis Castle web site [Архівовано 5 лютого 2016 у Wayback Machine.]
- Aerial footage of Glamis Castle [Архівовано 21 травня 2015 у Wayback Machine.]
- Ghosts and Hauntings in Glamis Castle, Mysterious Britain
- The Monster of Glamis [Архівовано 2 лютого 2013 у Archive.is], article by Mike Dash
- Глеміс (Glamis castle) [Архівовано 4 березня 2016 у Wayback Machine.]